# L'Arlésienne (portret van Madame Ginoux)
L'Arlésienne (portret van Madame Ginoux) is een schilderij uit februari 1890 van de Nederlandse kunstschilder Vincent van Gogh, naar een tekening van Paul Gauguin. Het schilderij bevindt zich in het Kröller-Müller Museum in Otterlo.
Het schilderij van olieverf op doek meet 65,3 bij 49 cm.

## Achtergrond
Madame Marie Ginoux runde met haar man Joseph-Michel Ginoux het 'Café de la Gare' in Arles. Zij behoorden tot de kleine vriendenkring van Van Gogh in Arles. Van Gogh portretteerde Madame Ginoux meermaals. In november 1888 schilderde Van Gogh zijn eerste portret van Mme Ginoux, de 'Arlésienne'. Later, tijdens zijn verblijf in Saint-Rémy in januari of februari 1890, gebruikte hij een tekening die Gauguin had achtergelaten om deze meer bekende versies van L'Arlésienne te schilderen.
In deze latere portretten voegde Van Gogh elementen toe die niet in de tekening van Gauguin stonden, zoals de boeken Uncle Tom's Cabin en Christmas Stories. Van Gogh zag deze boeken als humanitair en verzorgend en schilderde ze mogelijk als een soort talismannen voor het herstel van Mme Ginoux, die net als hij aan zenuwaanvallen leed.

## Ander werk
Andere werken met hetzelfde onderwerp bevinden zich in de Galleria nazionale d'arte moderna e contemporanea, Rome, het Museu de Arte de São Paulo, Sao Paolo, en in een privécollectie. De tekening van Gauguin waarop Van Googh zijn schilderijen baseerde bevindt zich in de collectie van het Fine Arts Museum of San Francisco. Gauguin maakte een schilderij met hetzelfde onderwerp waarbij hij Mme Ginoux in een cafe afbeelde.

## Galerij

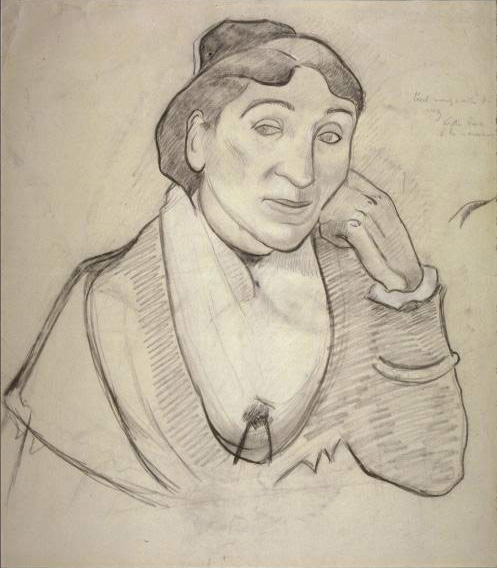
L'Arlesienne, Madame Ginoux, P. Gauguin, 1888, San Francisco
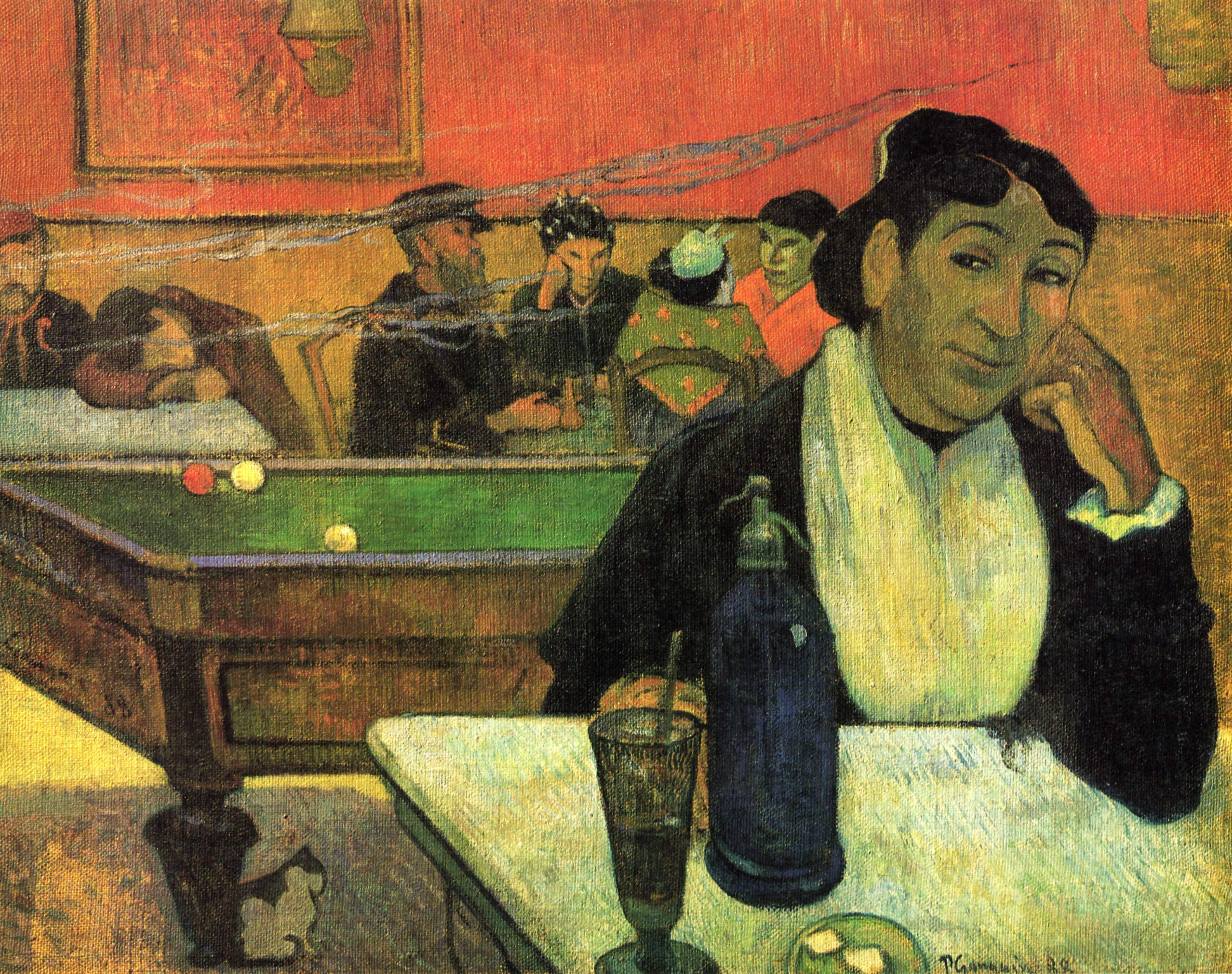
Café de Nuit, Arles, P. Gauguin, 1888, Moskou
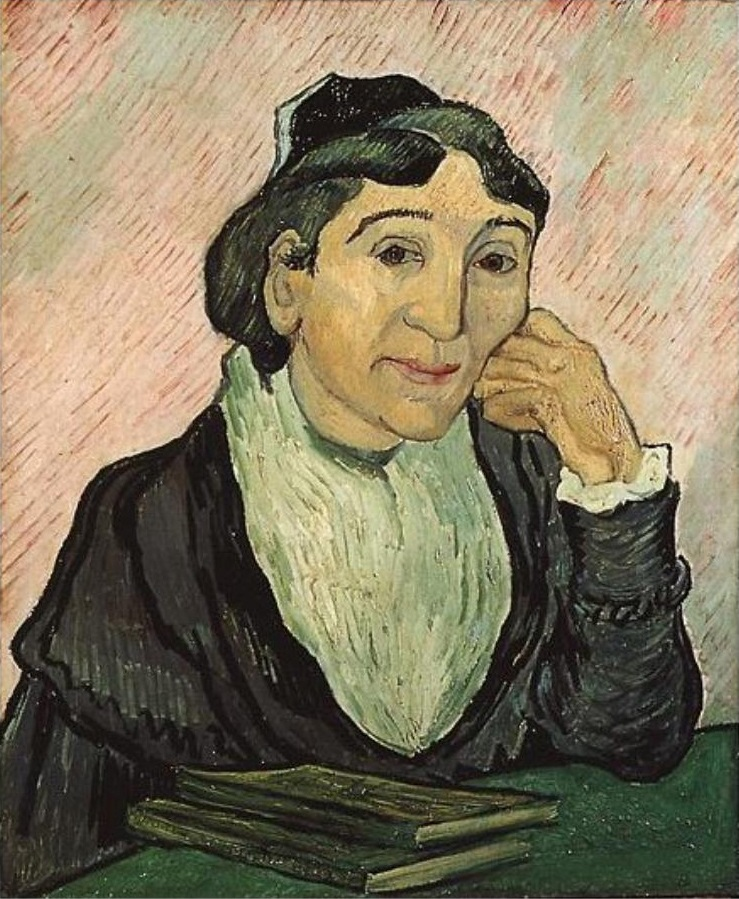
L'Arlesienne, Madame Ginoux (I), V. van Gogh, 1890, Rome
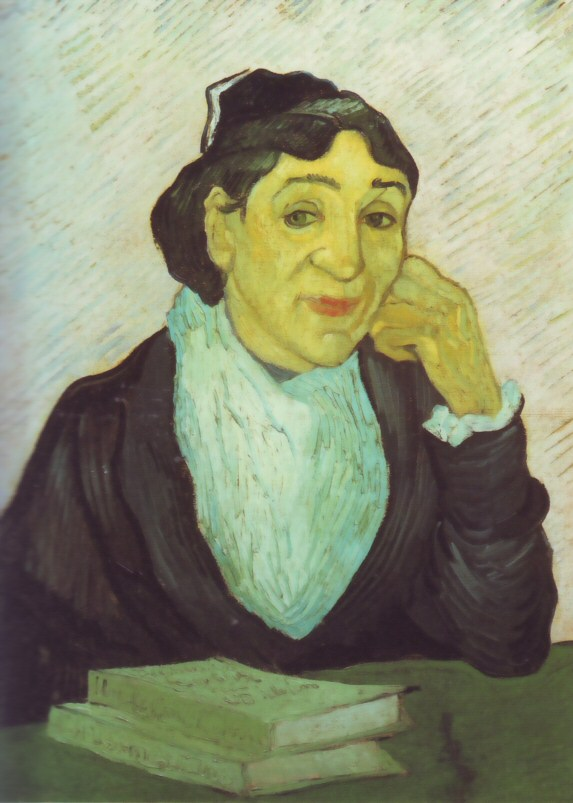
L'Arlesienne, Madame Ginoux (II), V. van Gogh, 1890, Otterlo
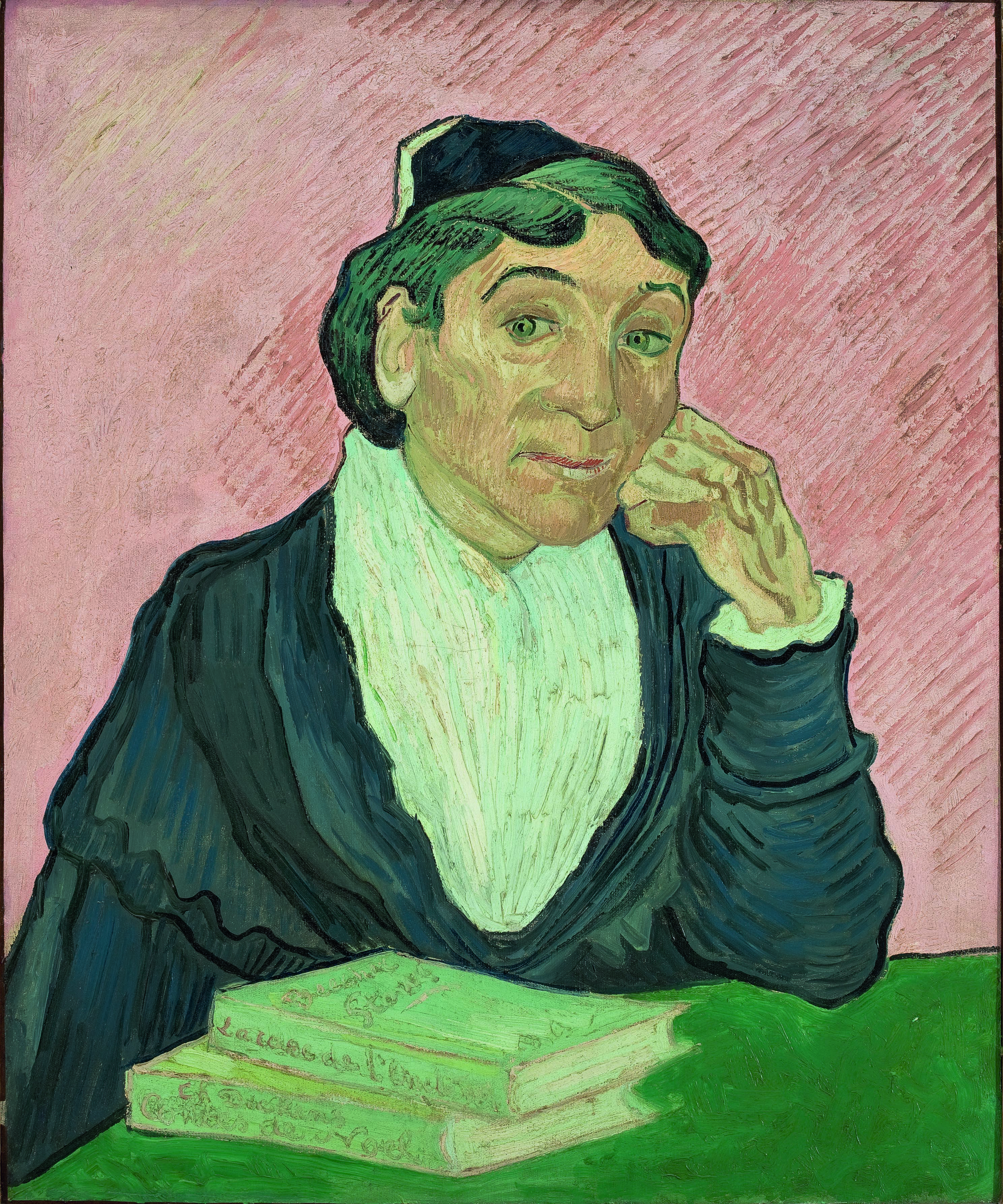
L'Arlesienne, Madame Ginoux (III), V. van Gogh, 1890, São Paulo
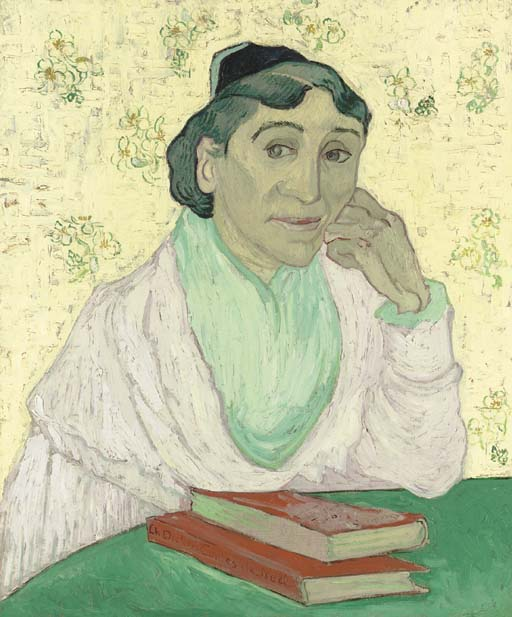
L'Arlesienne, Madame Ginoux (IV), V. van Gogh, 1890, Privéverzameling